# Arxius Prelinger
Els Arxius Prelinger són una col·lecció de pel·lícules relacionades amb la història cultural dels Estats Units d'Amèrica, l'evolució del paisatge americà, la vida quotidiana i la història social. La seva seu va estar a la ciutat de Nova York del 1982 al 2002 i actualment es troba a San Francisco.

## Història
Els arxius van ser fundats per Rick Prelinger el 1982 per preservar el que ell anomena pel·lícules «efímeres»: pel·lícules patrocinades per corporacions i organitzacions, pel·lícules educatives i pel·lícules amateurs i casolanes.

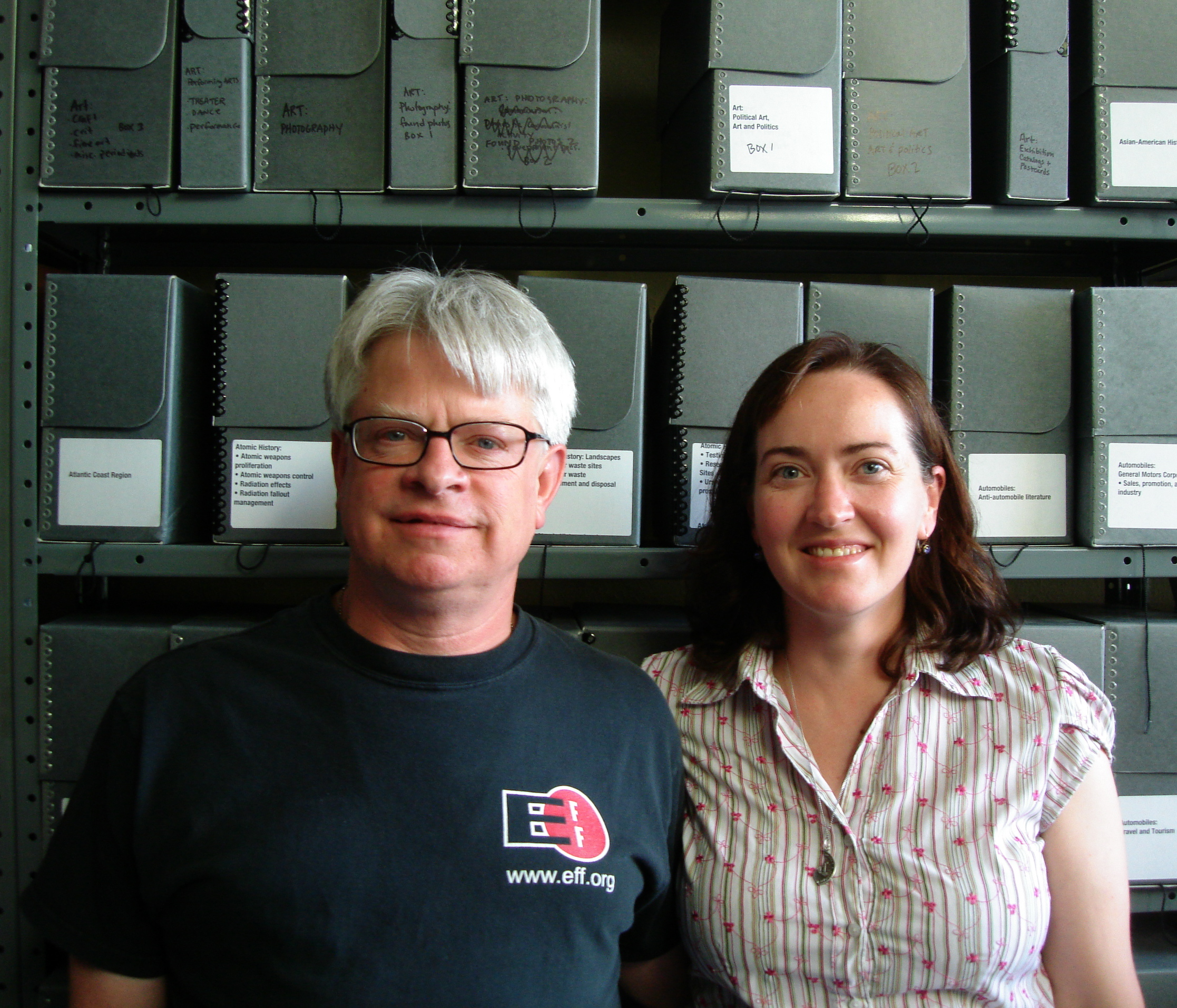
Rick i Megan Prelinger al seu arxiu

Normalment, les pel·lícules efímeres es van produir per complir propòsits específics en moments concrets, i moltes existeixen avui en dia només per sort o accident.
Al voltant del 65% dels fons de l'Arxiu són de domini públic perquè els seus drets d'autor han caducat o perquè eren produccions dels Estats Units d'Amèrica que es van publicar sense l'avís de drets d'autor adequat.

## Criteri
L'objectiu declarat dels Arxius Prelinger és «recollir, preservar i facilitar l'accés a pel·lícules d'importància històrica que no s'han recollit en altres llocs».
- Atomic Alert Elementary version (Versió elemental d'alerta atòmica)
- Girls Beware (Noies, compte)
- Fashions Favorite (Estil preferit)
- Science and Superstition (Ciència i superstició)

El 2001, havia adquirit 60.000 pel·lícules acabades de durada variable i més de 30.000 llaunes de pel·lícula sense editar. L'any 2002, la Biblioteca del Congrés va adquirir les pel·lícules físiques conservades als Arxius a partir d'aquesta data. Els Arxius van fer dues donacions posteriors a la Biblioteca del Congrés per un total d'unes 65.000 llaunes de pel·lícules, principalment títols industrials i educatius. A la primavera de 2015, els Arxius contenien unes 8.000 pel·lícules en cintes de vídeo i en format digital, aproximadament 14.000 pel·lícules casolanes i 1.000 pel·lícules industrials i patrocinades adquirides des del 2002.
- How a Watch Work? (Com funciona un rellotge?)
- Dialing Tips (Consells de marcatge)
- Mining and Preparation of Anthracite Coal (Mineria i preparació del carbó antracita)
- Destination Earth" (Destinació Terra)

En comparació amb molts altres arxius d'imatges en moviment, els Arxius Prelinger ofereix un nivell relativament alt d'accés públic a les seves col·leccions. Més de 8.500 pel·lícules de domini públic estan disponibles per a la seva baixada i reutilització sense restriccions a Internet a Internet Archive. Totes les pel·lícules dels Arxius Prelinger poden tenir llicència per a ús de producció a través de Getty Images.
- Opportunities unlimited (Oportunitats il·limitades)
- Physical (Físic)
- Out of this world (Fora d'aquest món)
- Something for nothing (Alguna cosa per res)

Actualment, els Arxius Prelinger se centra principalment en la recollida de pel·lícules casolanes i pel·lícules amateurs, i a la tardor del 2023 tenia aproximadament 30.000 pel·lícules.